# Iolana lessei
Iolana lessei är en fjärilsart som beskrevs av Georges Bernardi 1964. Iolana lessei ingår i släktet Iolana och familjen juvelvingar. Inga underarter finns listade i Catalogue of Life.